# (706535) 2010 GX34
(706535) 2010 GX34 est un centaure.

## Caractéristiques
(706535) 2010 GX34 mesure environ 113 km de diamètre.